# سانفیش لیک (مینه‌سوتا)
سانفیش لیک، مینه‌سوتا (به انگلیسی: Sunfish Lake, Minnesota) یک شهر در ایالات متحده آمریکا است که در شهرستان داکوتا واقع شده‌است.

## خصوصیات
سانفیش لیک ۴٫۳۸ کیلومترمربع مساحت و ۵۲۱ نفر جمعیت دارد و ۲۹۶ متر بالاتر از سطح دریا واقع شده‌است.